# Alpawand
Die Alpawand (1671 m ü. A.) ist mit über 600 m Wandhöhe die höchste Felswand an der Nordwestseite der Reiter Alpe. Sie liegt in der Gemeinde Unken im österreichischen Land Salzburg.
Sie ist vor allem für Kletterer interessant, der Gipfel selbst ist ein unscheinbarer Latschenbuckel in der Verlängerung des Großen Häuselhorns. Die Alpawand wurde am 23. und 24. September 1951 (vereinzelt wird fälschlich 1949 genannt) in 18 Stunden Kletterzeit mit einem Biwak in der Wand durch die österreichischen Bergsteiger Toni Dürnberger, Sepp Schmiderer und Hans Herbst erstbestiegen.
Im zentralen Wandteil existieren einige klassische alpine Kletterrouten, die selten geklettert werden. Im linken Wandteil entstanden seit 2002 einige sehr lohnende alpine Sportkletterrouten, die schnell beliebt wurden. Die erste und bekannteste dieser Routen ist die Wassersymphonie.